# María Bernabéu
María Bernabéu (née le 15 février 1988 à Salamanque) est une judokate espagnole concourrant dans la catégorie des moins de 70 kg. Elle est détentrice de deux médailles mondiale avec l'argent en 2015 et le bronze en 2017.

## Biographie
María Bernabéu est finaliste des championnats du monde 2015 d'Astana où elle est battue par la Française Gévrise Émane. Elle remporte l'édition 2016 du Grand Chelem de Bakou en s'imposant face à la Brésilienne Maria Portela. En août, elle participe au tournoi des Jeux olympiques de Rio de Janeiro où elle est battue par la Colombienne Yuri Alvear en quarts de finale puis en finale des repêchages par l'Allemande Laura Vargas-Koch.
Au mois de juin 2017, elle retrouve une place sur un podium d'un grand tournoi international en s'imposant lors du Grand Prix de Cancun en battant en finale la Britannique Sally Conway. Lors des championnats du monde à Budapest, elle est battue en quarts de finale, de nouveau par Yuri Alvear, puis remporte ses deux matchs des repêchages dont le match face à la Marocaine Assanaa Niang pour remporter une médaille de bronze.

## Palmarès

### Compétitions internationales
| Année | Compétition                           | Lieu      | Résultat | Catégorie      |
| ----- | ------------------------------------- | --------- | -------- | -------------- |
| 2006  | Championnats d'Europe moins de 20 ans | Tallinn   | 3e       | moins de 70 kg |
| 2010  | Championnats d'Europe moins de 23 ans | Sarajevo  | 3e       | moins de 70 kg |
| 2015  | Championnats du monde                 | Astana    | 2e       | moins de 70 kg |
| 2017  | Championnats du monde                 | Budapest  | 3e       | moins de 70 kg |
| 2018  | Jeux méditerranéens                   | Tarragone | 1re      | moins de 70 kg |

### Tournois Grand Chelem et Grand Prix
| Année | Compétition            | Lieu     | Résultat | Catégorie      |
| ----- | ---------------------- | -------- | -------- | -------------- |
| 2015  | Grand Prix de Budapest | Budapest | 1re      | moins de 70 kg |
| 2016  | Grand Prix de Bakou    | Bakou    | 1re      | moins de 70 kg |
| 2017  | Grand Prix de Cancun   | Cancun   | 1er      | moins de 70 kg |